# Корчной, Виктор Львович
Ви́ктор Льво́вич Корчно́й (фр. Viktor Kortchnoï; 23 марта 1931[…], Ленинград — 6 июня 2016[…], Волен, Швейцария) — советский и швейцарский шахматист, гроссмейстер (1956), претендент на звание чемпиона мира с начала 1960-х годов, участник матчей на первенство мира по шахматам 1978 и 1981 года. Четырёхкратный чемпион СССР (1960, 1962, 1964, 1970), трёхкратный чемпион Ленинграда (1955, 1957, 1964).

## Биография
Виктор Львович Корчной родился 23 марта 1931 года в Ленинграде в польско-еврейской семье. Его отец Лев Меркурьевич Корчной (1910—1941), уроженец Мелитополя, был выпускником Ленинградского института холодильной промышленности, работал на кондитерской фабрике. Мать, выпускница Ленинградской консерватории, пианистка Зельда Гершевна Азбель (1909—1975), происходила из украинского города Борисполя; её отец Герш Залманович Азбель (1872—1932) был еврейским писателем. Родители Корчного разошлись вскоре после его рождения, и он сначала жил с матерью, а с 1935 года — с отцом и его новой женой Розой Абрамовной Фридман, которую называл «приёмной матерью». Подростком пережил блокаду. Отец Корчного являлся с первых дней блокады бойцом отряда народного ополчения, пропал без вести на фронте в ноябре 1941 года при артобстреле Ладожского озера, и он воспитывался мачехой.
Выдающимися дарованиями в детстве не отличался, но выделялся упорством и настойчивостью, благодаря которым добивался успеха. 
Первый турнир Корчного прошёл в бомбоубежище 10 января 1942 г. в осаждённом блокадой Ленинграде — так состоялся дебют на его шахматном олимпе. 
В 1944 году, в возрасте 13 лет, начал заниматься в кружках Дворца пионеров — литературном, музыкальном и шахматном. В литературном оказался непригоден для выступлений из-за дефекта речи, но сохранил любовь к стихам, в музыкальном не смог заниматься из-за отсутствия личного фортепиано для занятий. В шахматном кружке проявил себя способным и быстро растущим игроком: как шахматист в 1945 г. удостоился первого разряда, уже в 1947 году стал чемпионом СССР среди школьников: получил стипендию на историческом факультете Ленинградского университета в 150 рублей, туда  же поступил в 1947 году по окончании 203-й мужской школы имени А. С. Грибоедова. В 1956 году в 25 лет получил звание гроссмейстера, в 1960 году впервые выиграл первенство СССР из 4 последующих. Четырежды за 10 лет - в 1960, 1962, 1964 и 1970 гг. Корчной в шахматах достигал триумфа. В 1975 году Корчной победил Т. Петросяна - 6,5 : 5,5. В 1976 году он выиграл у Льва Полугаевского в 13 партиях — 8,5 : 4,5; в 1977 — у Б. Спасского в 18 партиях — 10,5 : 7,5, в начале вёл Корчной 5 : 0. В 1968 году Корчной был вынужден сдаться в поединке с Борисом Спасским в 10 партиях — 3,5 : 6,5; победил С.Решевского в четвертьфинале - 5,5 : 2,5; выиграл у М.Н.Таля - 5,5 : 4,5.
С детства отличался прямотой суждений, обострённым чувством справедливости. В юности с 1950 г. отказался заниматься у гроссмейстера Александра Толуша, одного из сильнейших игроков СССР, полагая это изменой своему первому тренеру, кандидату в мастера Владимиру Заку. Позднее, выиграв чемпионат СССР, получил приглашения от обеих команд, занимавшихся подготовкой к матчу-реваншу на первенство мира между Михаилом Талем и Михаилом Ботвинником в 1961 году, но отверг оба предложения, полагая неэтичным столь близко знакомиться с подготовкой своих будущих потенциальных соперников.
Член символического клуба Михаила Чигорина, включающего победителей чемпионов мира.

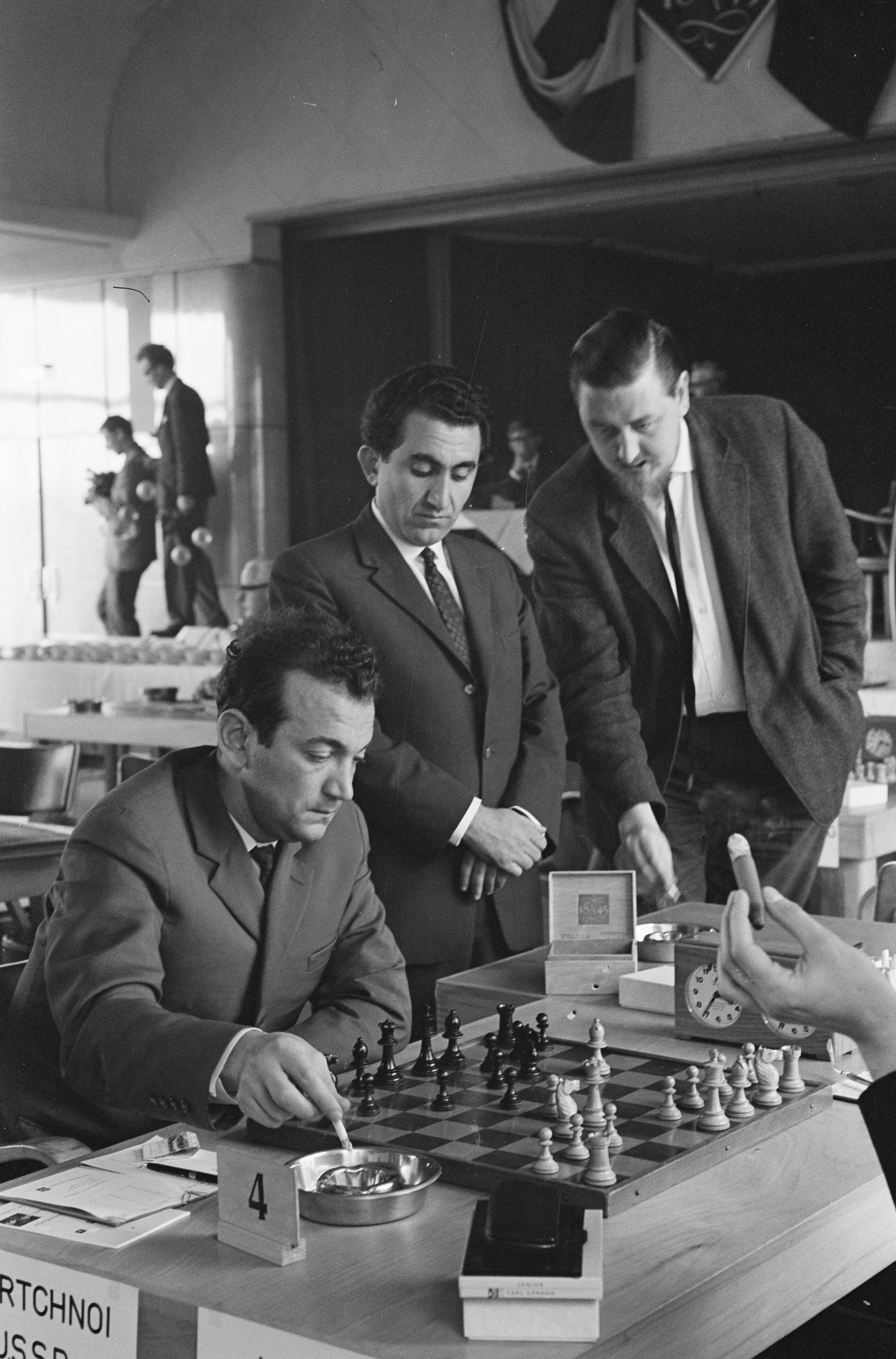
Корчной (сидит) в 1962 году, рядом стоит Т. Петросян

Стал четырёхкратным чемпионом СССР по шахматам (1960, 1962, 1964, 1970), двукратным победителем межзональных турниров (1973, 1987) и матчей претендентов (1977 — против Бориса Спасского, было сыграно 18 партий, счёт 10,5 : 7,5, и 1980 — против Роберта Хюбнера, было сыграно 8 партий, счёт 4,5 : 3,5) и пятикратным чемпионом Европы.

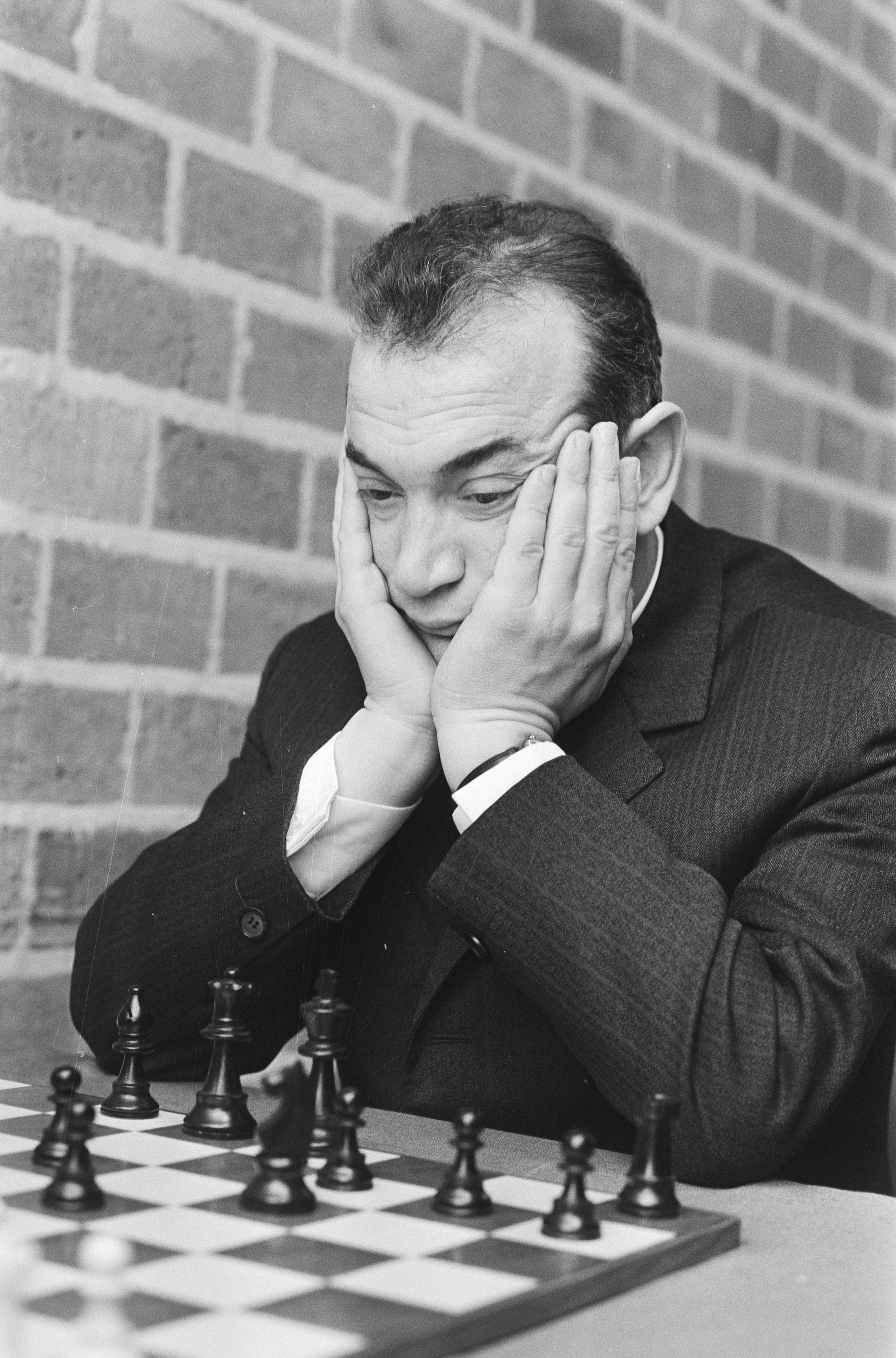
1971 год

Кульминацией спортивной карьеры Корчного стали два матча за мировую шахматную корону с Анатолием Карповым. Оба матча проходили по «безлимитному» регламенту, до 6 побед без учёта ничьих. Соперник Корчного был на 20 лет моложе его, что отразилось на ходе затяжного, многомесячного поединка в Багио. Матч 1978 года в Багио (Филиппины) Корчной проиграл со счётом 5 : 6 после 32 партий. Матч 1981 года в Мерано (Италия) Корчной проиграл со счётом 2 : 6.
Корчной уступил Карпову также в финальном декабрьском матче претендентов 1974 в Москве со счётом 2 : 3. В составе советской сборной Корчной становился победителем шахматной Олимпиады шесть раз.
Победитель около ста международных турниров. Дважды принимал участие в матчах сборных СССР и мира. В матче 1970 года выступал за сборную СССР. В матче 1984 года играл за сборную мира.
Заслуженный мастер спорта СССР (1960; лишён звания в 1976 году).
В 1976 году попросил политического убежища в Нидерландах (отказано), затем поселился в Швейцарии (1978), за которую и стал выступать. В 1990 году Указом Президента СССР М. С. Горбачёва Корчному (в числе других вынужденных эмигрантов) было возвращено советское гражданство, однако возвращаться жить в СССР он наотрез отказался. В 1990-е годы неоднократно приезжал в Россию для выступлений на шахматных турнирах.

## Отказ возвращаться в СССР
Отказался возвращаться в СССР с турнира в Амстердаме (лето 1976), став невозвращенцем, поселился в Швейцарии и получил в 1994 году швейцарское гражданство, выступал на Международных соревнованиях за эту страну. В составе сборной Швейцарии десять раз участвовал в шахматной Олимпиаде. Наивысшее достижение швейцарской команды с участием Корчного — 6-е место.
Корчной являлся одним из старейших играющих гроссмейстеров в мире. В августе 2011 года, в возрасте 80 лет, выиграл ветеранский турнир в честь 100-летия Михаила Ботвинника.
Виктор Корчной скончался от инсульта в Швейцарии 6 июня 2016 года на 86-м году жизни.

## Эмиграция и её последствия
По свидетельству самого Корчного, ещё в 1966 году на турнире в Германии ему предложили не возвращаться в СССР, но тогда он отклонил это предложение, о чём впоследствии сожалел: «потерял 11 лет человеческой жизни». Неуживчивость вкупе со спортивными успехами делала фигуру Корчного неудобной для советского спортивного руководства, но до 1974 года он продолжал успешно выступать.
В 1974 году после проигрыша претендентского матча Анатолию Карпову Корчной дал интервью в югославской печати и агентству ТАНЮГ, в котором допустил негативные высказывания в адрес победителя, а главное — дал понять, что его проигрыш был результатом давления «сверху». Реакция руководства Спорткомитета СССР, находившегося полностью на стороне Карпова, была крайне резкой. Было опубликовано коллективное письмо гроссмейстеров, осуждавших Корчного, ему уменьшили размер стипендии и запретили выезжать из СССР. Через год благодаря содействию Карпова Корчной снова стал выездным.

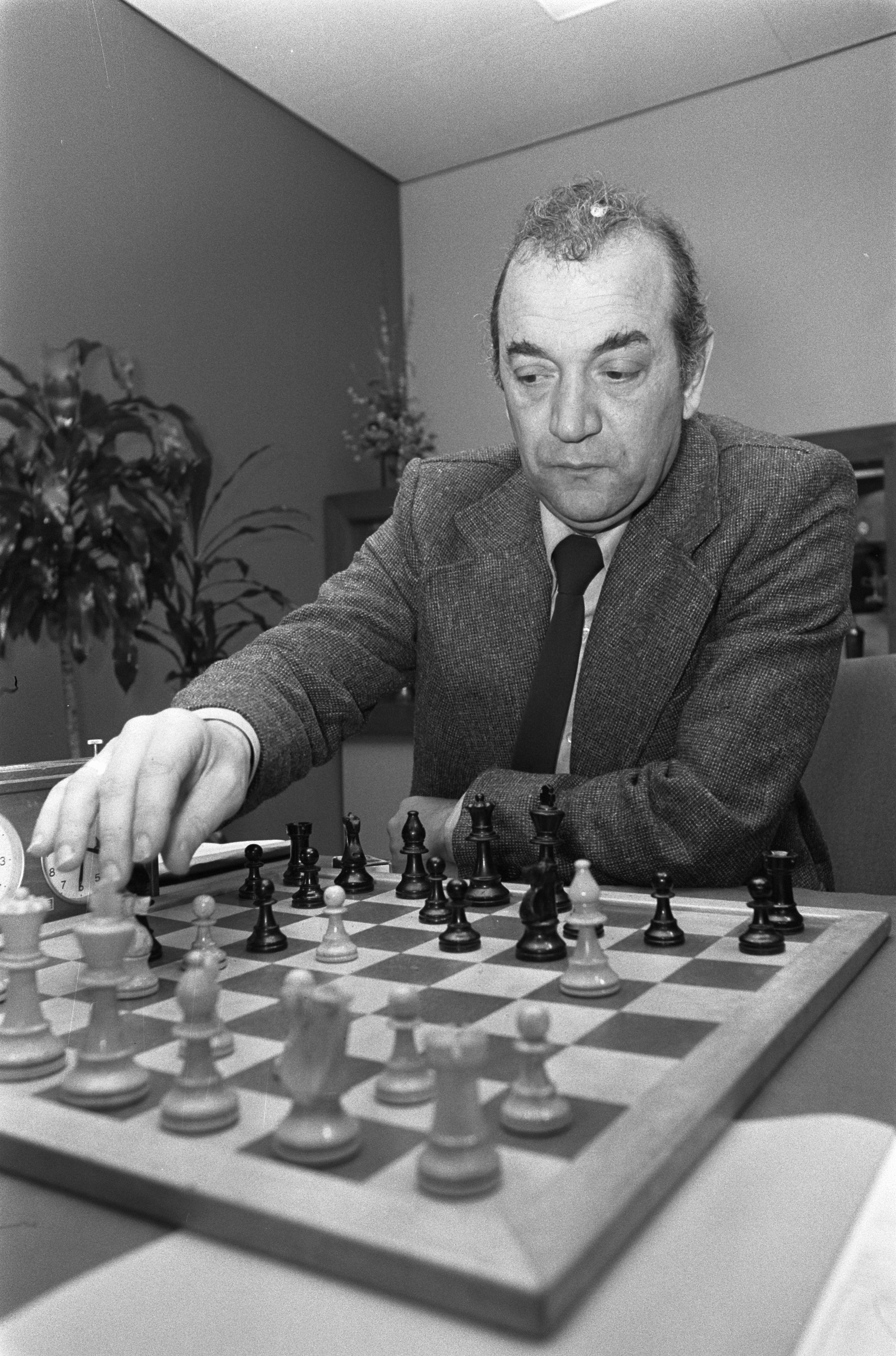
1976 год

После этого, как только у гроссмейстера появилась такая возможность, в 1976 году во время шахматного турнира IBM в Амстердаме он, получив от Макса Эйве гарантии, что его шахматные звания и возможность выступать останутся в неприкосновенности, отказался возвращаться в СССР, попросив политического убежища в Нидерландах. Сам Корчной говорил, что основной причиной такого решения было желание продолжать играть в шахматы и бороться за титул чемпиона мира, в то время как Шахматная федерация СССР предпочла делать ставку на более молодых гроссмейстеров и возможностей для Корчного участвовать в Международных соревнованиях высокого ранга становилось всё меньше.
В Нидерландах Корчному отказали в политическом убежище, дав только вид на жительство. Некоторое время он жил там, затем его приглашали в США, но он отказался и, наконец, поселился в Швейцарии, где получил политическое убежище, а позже — гражданство. 28 декабря 1978 года был лишён советского гражданства.
Жене Корчного Белле (Изабелла Егишевна Маркарян; 1931—1995) и сыну Игорю (род. 1959) было отказано в выезде из СССР (они четыре раза подавали заявление на выезд в Израиль). По этому поводу, по запискам КГБ (№ 1167-А от 12.06.1978 и № 2093-А от 30.10.1978) вышло специальное постановление Секретариата ЦК КПСС «О нежелательности выезда за границу семьи невозвращенца Корчного В. Л. и антиобщественных акциях членов его семьи». Игорь был исключён из университета, его попытались призвать в армию, но он уклонялся от призыва в течение года (после службы в армии ему могли на законном основании запретить выезд из СССР как потенциальному носителю военных секретов), после чего был пойман, арестован и осуждён на два с половиной года заключения за уклонение от призыва. Хотя само по себе осуждение было формально законным, обставлено оно было как явное сведение счётов. Вышло даже специальное сообщение ТАСС: «Состоялся суд над сыном известного своим скандальным поведением гроссмейстера Корчного». Попытки гроссмейстера добиться освобождения сына и разрешения на выезд семье с помощью писем Л. И. Брежневу и обращений к «интеллигенции СССР» ни к чему не привели. Лишь через шесть лет семья (жена, сын и приёмная мать) смогла выехать.

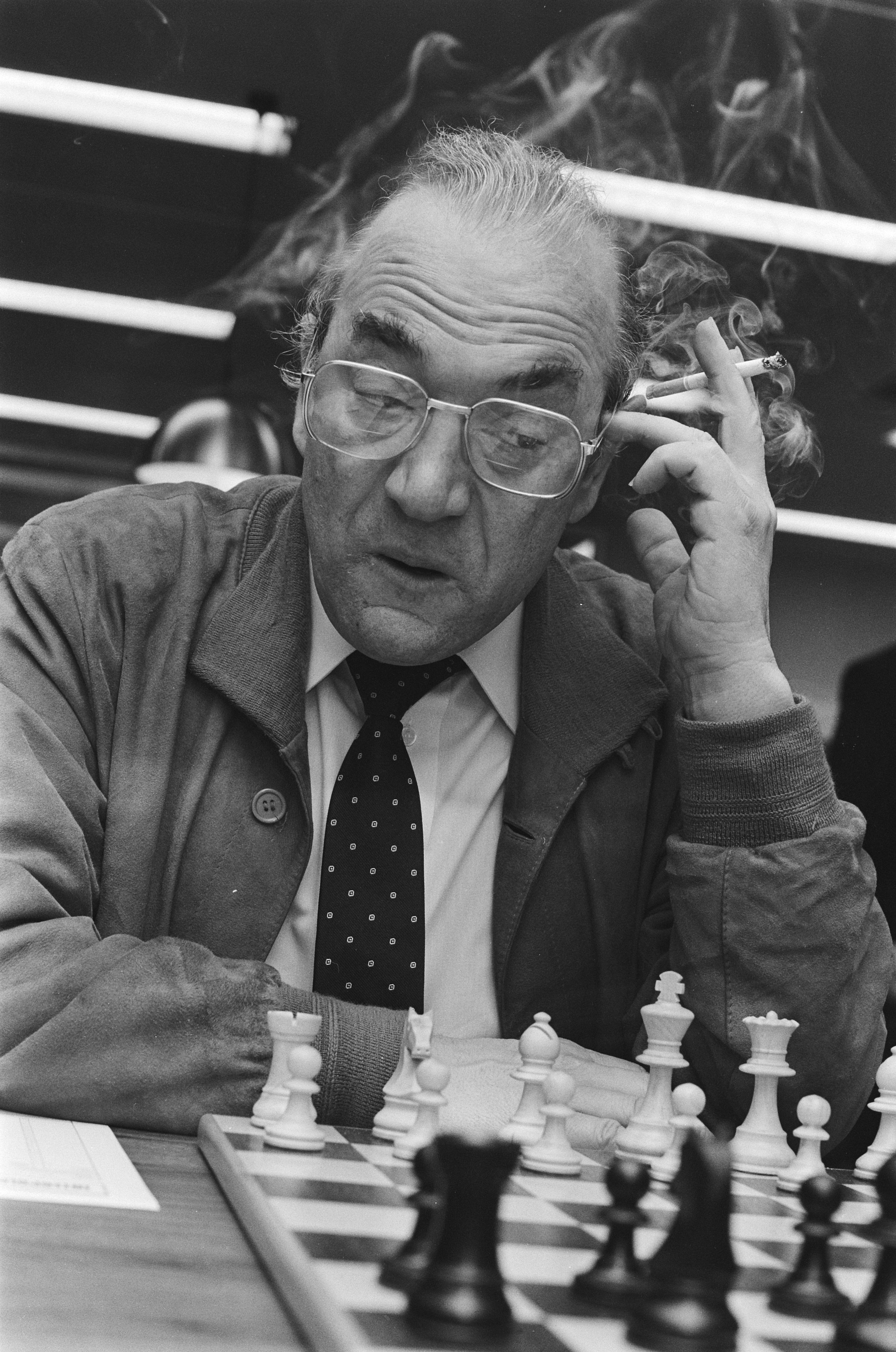
1985 год

Предпринимались попытки добиться пожизненной дисквалификации Корчного, бойкотировать его. Имя Корчного старались не упоминать в советских СМИ, во время матчей на первенство мира с Карповым его именовали «претендент», что превратило это слово в своеобразное ругательство. Официального бойкота Корчному никто не объявлял, но в некоторых случаях советские шахматисты демонстративно отказывались от участия в международных турнирах, если в них играл Корчной, ставя организаторов перед выбором: либо не позволять Корчному выступать, либо советская делегация бойкотирует турнир. При этом представители советских спортивных организаций заявляли: «Никакого бойкота нет, просто наши шахматисты не хотят встречаться с Корчным и совершенно самостоятельно отказываются ездить на турниры, где он выступает». Благодаря усилиям западных организаторов, не все поддавались на шантаж и Корчной имел возможность играть и зарабатывать себе на жизнь, однако, по подсчётам журналистов, из-за бойкота гроссмейстер лишился возможности участия в нескольких десятках турниров. Иногда страдали и посторонние. По утверждению Корчного, его друг, английский гроссмейстер Майкл Стин, за дружбу с гроссмейстером-невозвращенцем подвергся преследованию у себя на родине и после того, как ему не позволили участвовать в чемпионате Лондона, оставил шахматы.
Когда после побега из СССР Корчной продолжил успешно выступать и занимать высокие места в турнирах, его имя стало часто упоминаться в среде антисоветски настроенных эмигрантов. Но сам Корчной себя диссидентом никогда не называл. В книгах и интервью он подчёркивал, что единственной причиной эмиграции для него было желание продолжить профессиональную карьеру шахматиста, а единственной причиной выступлений против СССР, в том числе весьма резких, — давление с советской стороны.
Миллионы считают меня диссидентом, человеком, который боролся за то, чтобы Советский Союз распался. Но это не так. Я просто хотел играть в шахматы. И бежал из Союза, потому что моей карьере угрожала опасность. Не я первый начал, это советские власти втянули меня в войну. Можно считать так: борясь против СССР, я боролся за себя.В. Л. Корчной
В 1990 году вместе с другими диссидентами, лишёнными советского гражданства, Корчной был восстановлен в гражданстве. Ему предлагали вернуться, но он категорически отказался, хотя после 1990 года несколько раз бывал в России на шахматных турнирах.
В своих книгах Корчной рассказывает о травле, развёрнутой Советским Союзом против него после первого матча за шахматную корону с Анатолием Карповым. Крайне резок в суждениях, приводит много примеров «нечистоплотного» поведения известных шахматистов, с которыми ему приходилось иметь дело («Записки злодея»). Высказывает обиду на многих советских шахматистов, но особенно негативно говорит об Анатолии Карпове. Утверждал в интервью, что осуждающее его письмо в 1976 году было инспирировано Тиграном Петросяном. Некоторых из тех, к кому относился в целом спокойно, всё же упрекал в соучастии в неблаговидной деятельности Шахматной федерации СССР. Так, Корчной говорил: «Я, естественно, союзник Каспарова в его противостоянии Карпову. Но вместе с тем, когда Каспаров братался с Кампоманесом ради достижения своих целей, мне становилось тошно…». Во время раскола мирового шахматного движения Корчной выступил в поддержку ФИДЕ, возглавляемой Кирсаном Илюмжиновым, и тех нововведений, против которых высказывались инициаторы создания ПША.

## Изменения рейтинга
| График не отображается по техническим причинам. Чтобы исправить это, воспроизведите график в новом формате, если это возможно. |

## Творческий портрет
Сам Виктор Корчной всегда говорил, что не считает себя каким-то особым талантом, а все его успехи, в том числе и шахматные, основаны на упорстве и настойчивости. Для Корчного был характерен очень тщательный, кропотливый анализ позиции, результатом которого нередко являются принципиально новые продолжения в известных вариантах или же «реабилитация» вариантов, признаваемых теорией сомнительными или вовсе плохими. При этом новое продолжение не ограничивается техническим анализом нескольких ходов, но создаёт новую концепцию игры для данного типа партий.
С конца 1950-х — начала 1960-х годов за Корчным закрепилась репутация «защитника», контратакующего шахматиста, который сознательно готов отдать противнику инициативу за материал (например, пешку), отбить атаку и реализовать материальный перевес. Однако такое представление было не более чем журналистским стереотипом — Корчной был активным, в высшей степени инициативным шахматистом — в том числе упорно и изобретательно играющим в защите.

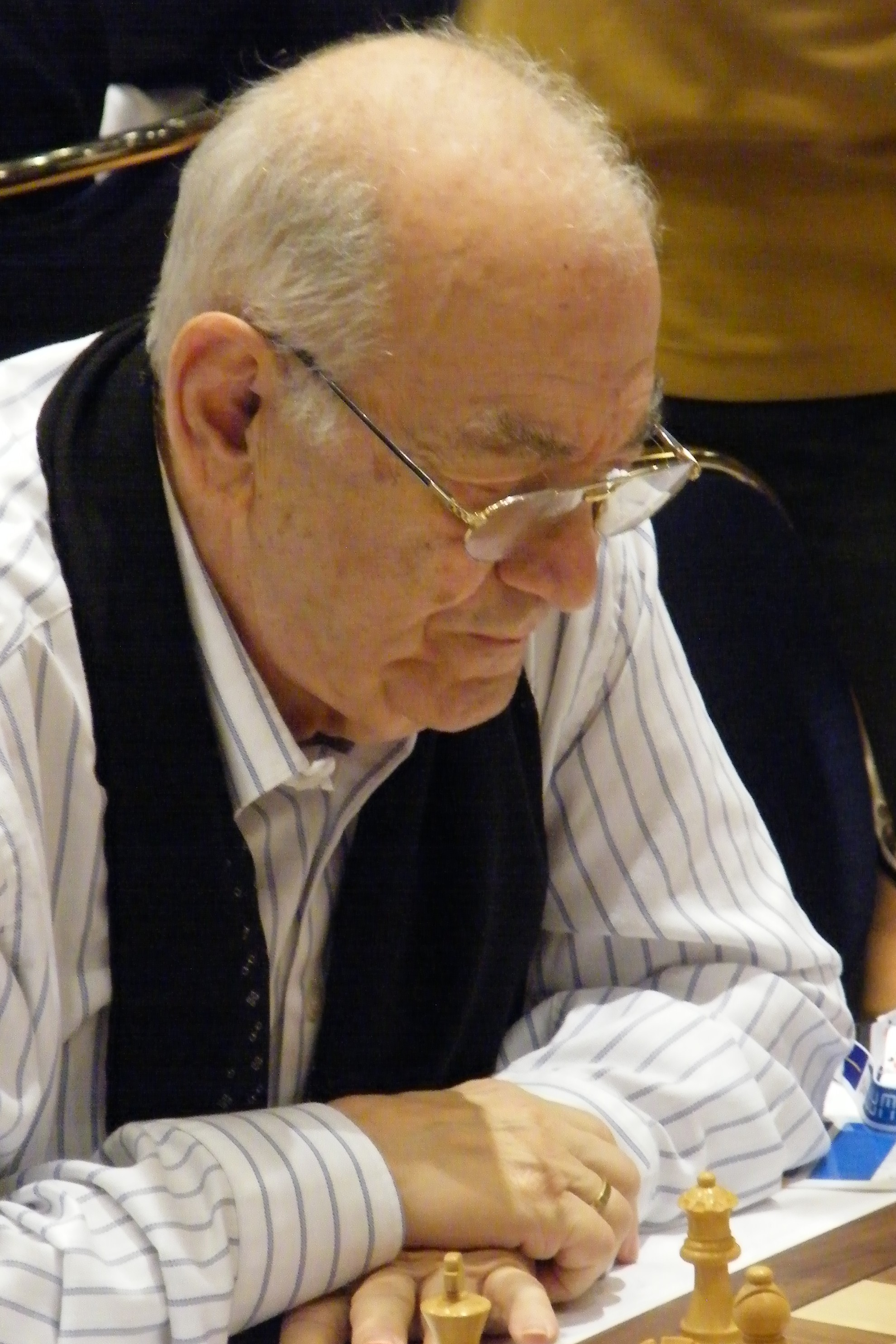
2008 год

Хотя имя Корчного нечасто встречается в теории дебютов, его идеи и разработки вошли в современные варианты большого числа начал. Признаны теорией и вошли в практику современных шахмат трактовка Корчным вариантов французской защиты, в которых наличие изолированной пешки окупается богатой фигурной игрой, вариантов системы Тартаковера — Бондаревского — Макогонова в ферзевом гамбите, открытого варианта испанской партии, ряд продолжений в новоиндийской защите и другие. Корчной обосновал парадоксальный выпад конём на четвёртом ходу чёрными в английском начале, проанализировал и начал применять вариант защиты Грюнфельда, который сейчас считается основным в этом дебюте. Исследовал многие варианты староиндийской защиты и являлся одним из наиболее успешных игроков белыми в этом дебюте.
В турнирной борьбе для Корчного была характерна предельная концентрация на игре, как во время партии, так и в перерывах. В интервью самим гроссмейстером и знающими его людьми рассказывались истории о том, как за доской Корчной буквально забывал всё на свете.
Корчной хотя бы один раз побеждал в партиях девять чемпионов мира — от Ботвинника до Карлсена, за исключением Крамника и Ананда.
В 1985—1993 годах Корчной «сыграл» партию с духом Гезы Мароци. Связь с Мароци «происходила» с помощью медиума Р. Ролланса. Корчной победил на 47-м ходу.
В 1972 году Корчной (вместе с М.Талем, Ю. Авербахом, М. Таймановым и А. Котовым) снялся в фильме «Гроссмейстер» (Ленфильм, сц. Л. Зорина, реж. С. Микаэлян) в роли тренера главного героя — шахматиста Сергея Хлебникова (Андрей Мягков). После отъезда Корчного из СССР фильм был снят с проката.

## Память
О шахматисте сняты документальные фильмы:
- «Тайные войны большого спорта» (новелла «Кентавровы шахматы»), Федеральное агентство по культуре и кинематографии РФ, автор и режиссер Виктор Кукушкин, 2008;
- «Точка невозврата. Виктор Корчной». Россия, Телеканал НТВ, режиссёр Оксана Струтинская, 2010;
- «Виктор Корчной. Шахматы без пощады». Россия, Телекомпания «Вектор-Русь», режиссёр Алексей Водем, 2010.

Цюрихский шахматный фестиваль, проходивший с 12 по 17 апреля 2017 года, получил название «Kortchnoi Zurich Chess Challenge».
В 1984 году был снят фильм «Диагональ слона», в числе прочих мотивов навеянный историей матча за чемпионский титул 1978 года.
В 2021 году вышел российский художественный фильм «Чемпион мира», посвящённый матчу за звание чемпиона мира 1978 года между Корчным и Карповым. Роль Корчного сыграл Константин Хабенский.
В советской чёрно-белой детективной трагикомедии «Берегись автомобиля», снятой в 1966 году режиссёром Эльдаром Рязановым на киностудии «Мосфильм» мать Деточкина (Любовь Добржанская), встречая своего сына — Юрия Ивановича (Иннокентий Смоктуновский) после командировки, говорит о выигрыше Корчного в турнире, хотя она болела за Таля, который отстал всего на пол-очка.

## Книги, интервью
- Chess is My Life [Моя жизнь — шахматы]. 1977;
- Антишахматы. — Лондон, 1981. — ISBN 0-903868-34-2.
  - М., 1992;
- Избранные партии. — СПб., 1996. ISBN 5-87395-005-1 (ошибоч.).
- Мои 55 побед белыми. — М.: Russian Chess House, 2004. — (Великие шахматисты мира). — ISBN 5-94693-031-1.
- Мои 55 побед чёрными. — М.: Russian Chess House, 2004. — (Великие шахматисты мира). — ISBN 5-94693-032-X.
- Шахматы без пощады: Секретные материалы политбюро, КГБ, спорткомитета. — М., 2006. — ISBN 5-17-033432-X, ISBN 5-271-12663-3, ISBN 5-9578-2866-1.
- Послесловие // КГБ играет в шахматы.
- Корчной В., Оснос В. Сицилианская защита. Атака Раузера. — М.: Russian Chess House, 2008. — (Шахматный университет). — ISBN 978-5-94693-151-9.
- Корчной В., Калинин А. Прогулки с французской защитой. Т. 1. — М.: Russian Chess House, 2010. — (Шахматный университет). — ISBN 978-5-94693-117-5.
- Корчной В., Калинин А. Прогулки с французской защитой. Т. 2. — М.: Russian Chess House, 2014. — (Шахматный университет). — ISBN 978-5-94693-118-2.
- Корчной В., Калинин А. Прогулки с французской защитой. Т. 3. — М.: Russian Chess House, 2014. — (Шахматный университет). — ISBN 978-5-94693-374-2.